# SN 1990V
SN 1990V – supernowa typu II odkryta 29 lipca 1990 roku w galaktyce PGC 70843 (LEDA 70843). W momencie odkrycia miała maksymalną jasność 18,00m.